# Animizmus
Az animizmus az a hit, hogy minden tárgy, dolog és természeti jelenség lélekkel, spirituális lényeggel bír  és ez alapján azok tisztelete vagy a velük szemben tanúsított magatartásban e hit következetes érvényesítése. Alapvető jellegzetessége, hogy minden dolgot (állatokat, növényeket, sziklákat, folyókat, szelet stb.), élőket és életteleneket is lélekkel, szellemmel rendelkezőnek gondol, megelevenít. Látásmódja ebből adódóan képszerű, nem absztrakt fogalmakkal dolgozik. Tárgyai elsősorban szellemlények: lelkek, tündérek, démonok stb. 
Az animizmus nem vallástípus, hanem bizonyos vallások jellemző attribútuma. 
Leggyakrabban és legtisztább formájában a samanisztikus vallásokban és a sintoizmusban találhatjuk meg.
Az elnevezés a latin anima (lélek, lélekzet, életerő) szóból származik. A kifejezés alkotója Edward Burnett Tylor, aki az animizmust a vallások kezdeti fázisának tartotta.

## Az animizmus kialakulása
Tylor szerint az animizmus kialakulásához az emberi álmok, de főként a halál, az élettelen (lelketlen) test látványa vezetett. Egy halott állat, ember, vagy akár egy elszáradt növény látványa arra a következtetésre juttatta a természeti embereket, hogy a testnek függetlennek kell lennie a lélektől. Az ősi népek úgy gondolták, hogy az emberek kettős életet élnek: az egyiket éberen, a másikat az álomban. Az álmokat a lélek egy másik életének gondolták, amely kinézetben hasonlít a ébrenléti alakjára, csak sokkal képlékenyebb, mozgékonyabb. Így például az ausztrál őslakók, miután megölték az ellenségüket, levágták a jobb hüvelykujját, hogy a lelke, amely ezáltal szintén elveszti a hüvelykujját, ne tudjon majd dárdát hajítani, és bosszút állni.

## Jellegzetességek

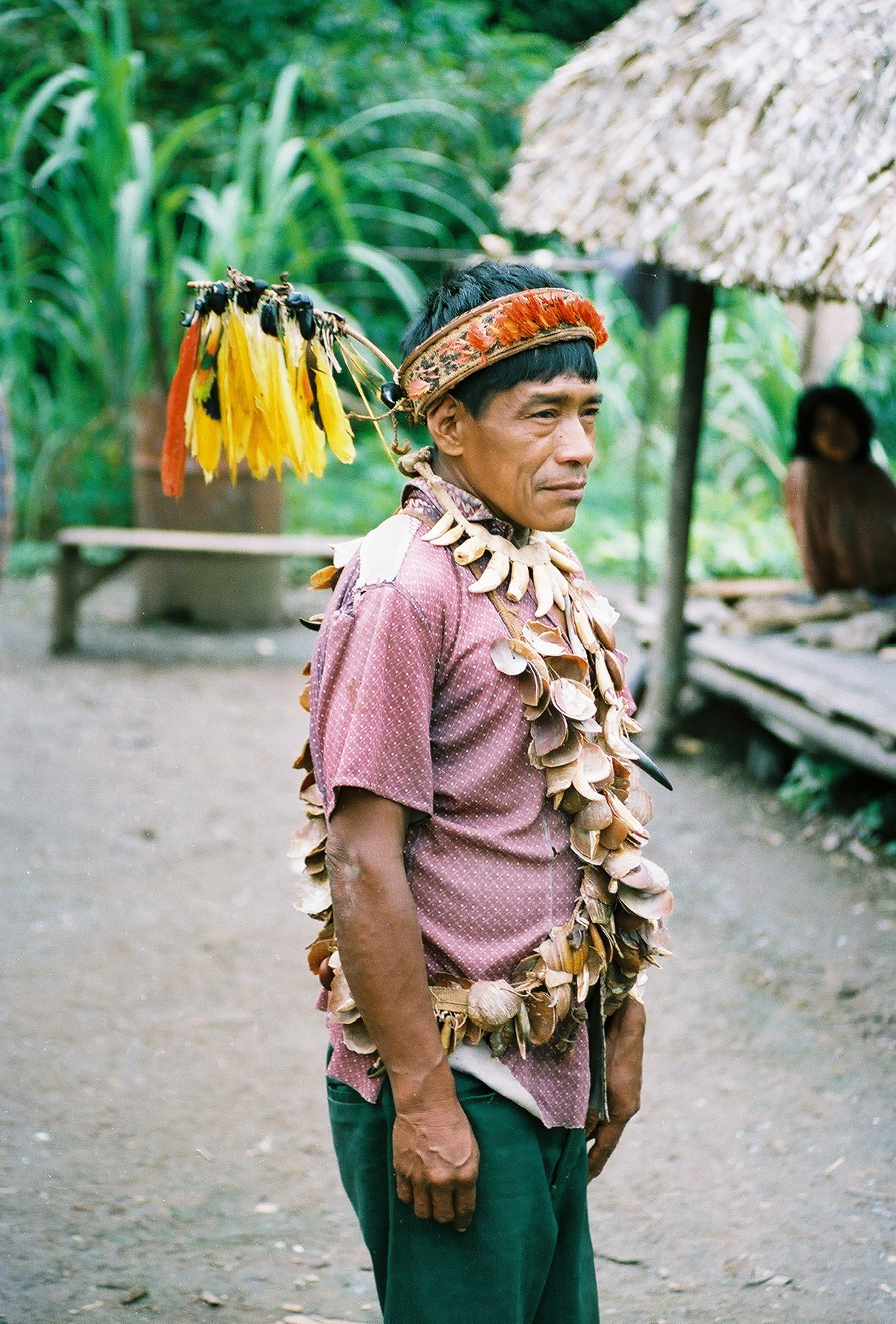
Sámán

Az animizmus hite szerint a lélek különbözik a testtől, annak halála után tovább él. Innen eredtek azok a szokások, hogy a sírokba ételt, ruhát és különböző használati tárgyakat helyeztek a halott teste mellé.
Gyakori az a hit is, hogy a halott emberek szellemei ugyanolyan vágyakkal, indulatokkal rendelkeznek mint az élő emberek, ezért képesek beavatkozni akár az élők életébe is, aszerint hogy milyen érzéseket táplálnak velük szemben. Segítőtársak vagy ellenségek lehetnek, légiességüknek köszönhetően képesek behatolni az élők testébe, betegséget okozhatnak vagy növelhetik az életerőt. Ezért gyakori szokás a természeti népeknél, hogy ha megbetegszenek nem orvost, hanem inkább egy szelleműzőt, varázslót keresnek fel.
Az animizmus másik jellegzetessége, hogy az uralkodókat (vagy még gyakrabban a sámánokat) a leghatalmasabb szellemekkel érintkezőknek tartják, egyfajta mediátoroknak, akiknek ezáltal hatalmukban vannak olyan természetfölötti erők, mellyel a szellemek befolyását érvényre tudják juttatni.

## A fák tisztelete
A fák tisztelete egyaránt megtalálható az ősi európai és az amerikai népeknél. A germán "Tempel" (templom) szó vizsgálatakor Jacob Grimm, arra a végkövetkeztetésre jutott, hogy a germánok legrégibb szentélyei, természetes erdők voltak. A keltáknál is ismeretes a faimádás kultusza, a régi "szentély" szavuk, azonos a latin nemuszal, ami erdei tisztást, ligetet jelent. A legismertebb európai faimádat, az ókori Rómában található: a Fórumon, egészen a császárság koráig imádták Romulusz szent fügefáját, melynek mikor törzse elszáradt nagy riadalmat okozott.
A hidaszta indiánok Észak-Amerikában azt állítják, hogy minden természeti objektumnak megvan a saját szelleme, pontosabban az árnyéka. Különösen a nyárfának tulajdonítanak szellemi erőket. 
A kelet-afrikai wanikák szerint, minden fának, de különösen a náluk honos kókuszpálmának megvan a maga szelleme. A sziámi szerzeteseknél pedig tilos egy fáról ágat letörni. Más népeknél csak bizonyos fák számítanak "lélekkel" rendelkezőknek, általában a bükkfa, tölgyfa szokott szent fának számítani. 
Afrikában főleg a selyemgyapotfa (Bombax ceiba) számít szent-, lelkes fának: a Rabszolgapart eve nevű törzsénél, az ebben a fában lakó szellemet Huntinnak hívják. Gyakori szokás a szentfának bemutatott áldozatok, amelyek egyszerű szertartástól, egészen az emberáldozatig terjedtek: a Kangra-hegyekben az volt a szokás, hogy egy öreg cédrusfa előtt minden évben feláldoztak egy lányt.
Más népek, mint például az ausztráliai dieri törzs, az ősök szellemeiről gondolják azt, hogy a fákban laknak. Ugyanez a hiedelem az Fülöp-szigeteken is ismeretes. A koreaiak a pestisben, útszélen vagy gyermekkorban meghalt emberek szellemeiről gondolják azt, hogy fákban laknak. Kínában, a miaóknál a faluk előtt találhatók szent fák, amelyekről úgy tartják, hogy az őseik szellemeinek a lakhelye.
A Nias-sziget lakói hite szerint, egy fa elpusztulásakor a belőle kiszabaduló szellem démonná válik.

## Vallástudományi kritikája
Az animizmus elmélete, más elméletekkel együtt (preanimizmus, ősmonoteizmus stb.) abban a korszakban keletkeztek, amelyben az ember, az emberiség és a kultúra eredetijének keresése révén próbálták a modern kor társadalmi viszonyai miatt bizonytalanná vált európai identitást ismét megerősíteni. A darwini fejlődéselmélet logikájának mintájára a történelmet is lineáris fejlődési folyamatként fogták fel. A vallással, vallásossággal kapcsolatos filozófiai és történettudományi szakirodalom, a vallástudomány XIX. sz-i korszakát sem kivéve, ennek a fejlődés-elméletnek alapján alkotott. Tylor animizmusa a tudománytörténetnek e korszakában az egyik legelterjedtebb és legplasztikusabb elméleti kerete volt olyan jelenségek értelmezésére, melyek különböző kontinensek bennszülött kultúrájának szerves alkotóelemei voltak. Ám az animizmust, mint a vallás-fejlődés őskorszakát a vallástudomány ma már nem vallja.